# Цимернзупра
Цимернзупра (њем. Zimmernsupra) општина је у њемачкој савезној држави Тирингија. Једно је од 57 општинских средишта округа Гота. Према процјени из 2010. у општини је живјело 382 становника. Посједује регионалну шифру (AGS) 16067082.

## Географски и демографски подаци
Цимернзупра се налази у савезној држави Тирингија у округу Гота. Општина се налази на надморској висини од 308 метара. Површина општине износи 7,4 km². У самом мјесту је, према процјени из 2010. године, живјело 382 становника. Просјечна густина становништва износи 52 становника/km².